# Speyeria opis
Speyeria opis är en fjärilsart som beskrevs av Edwards 1874. Speyeria opis ingår i släktet Speyeria och familjen praktfjärilar. Inga underarter finns listade i Catalogue of Life.